# Joanna Merlin
Joanna Merlin, eigentlich Joann Ratner (* 15. Juli 1931 in Chicago, Illinois; † 15. Oktober 2023 in Los Angeles, Kalifornien), war eine US-amerikanische Schauspielerin, Casting-Regisseurin und Schauspiellehrerin.

## Biografie
Joanna Merlin wurde 1931 als Joann Ratner geboren, Tochter des jüdischen Lebensmittelhändlers Harry Ratner und dessen Ehefrau Toni. Bereits 1942 erschien sie in einer Aufführung von Too Many Marys in Chicago. Merlin besuchte die University of California (UCLA) in Los Angeles und zählte unter anderem Michael Tschechow zu ihren Mentoren. 1956 gab sie ihr Spielfilmdebüt mit einer kleinen Rolle als eine der Töchter Jethros (gespielt von Eduard Franz) in Cecil B. DeMilles Monumentalfilm Die zehn Gebote, wobei sie fortan den Geburtsnamen ihrer Mutter (Merlin) als Künstlernamen verwendete. Mitte der 1950er Jahre übersiedelte Merlin an die US-amerikanische Ostküste und begann in Stücken auf dem American Shakespeare Festival in Stratford (Hamlet, Ein Sommernachtstraum und Ein Wintermärchen, 1958) und am Rockland County Playhouse (unter anderem Blick zurück im Zorn und The Diary of Anne Frank) zu spielen.
Ab Anfang der 1960er Jahre erschien Merlin als Schauspielerin in einigen Stücken am New Yorker Broadway. 1961 wurde sie als zweite Besetzung für die Rolle der Martha Bernays Freud in der Originalaufführung von A Far Country verpflichtet, einem Drama über das Leben Sigmund Freuds. 1964 übernahm sie in der Uraufführung des Musicals Anatevka den Part der Zeitel, das über 3200 Mal am Broadway aufgeführt werden sollte. Obwohl Merlin über keine Gesangsausbildung verfügte, hatte sie die Rolle durch Jerome Robbins erhalten, der die Schauspielerin zuvor beim Vorsprechen für die Broadway-Inszenierung von Mutter Courage abgelehnt hatte.
Zu Beginn der 1970er Jahre begann Merlin vorwiegend als Casting-Regisseurin zu arbeiten. Die Ehefrau und Mutter war durch den Theaterregisseur und Produzenten Harold Prince dazu überredet worden, den sie bei der Produktion von Anatevka kennengelernt hatte. In dieser Position wirkte sie unter anderem an den erfolgreichen Broadway-Programmen Side by Side by Sondheim (1977), Stephen Sondheims Pacific Overtures (1975) und Sweeney Todd sowie Evita (beide 1979) mit. Als Casting-Regisseurin war sie für die Spielfilmregisseure Michael Cimino (Im Jahr des Drachen, 1985), John Carpenter (Big Trouble in Little China, 1986) und James Ivory (Mr. & Mrs. Bridge, 1990; Jefferson in Paris, 1995) tätig. Für das Casting von Bernardo Bertoluccis Oscar-prämierten Spielfilm Der letzte Kaiser (1987) wurde sie mit dem Artios Award der Casting Society of America ausgezeichnet. Einen weiteren Preis erhielt sie für das Casting der Broadway-Produktion Into the Woods (1987).
Regelmäßig trat Merlin als Schauspielerin in Film und Fernsehen in Erscheinung, wobei sie sich wie im Theater zumeist auf ethnisch orientierte Charakterrollen spezialisierte, darunter der Part der Hauswirtin in dem Oscar-nominierten Drama Hester Street (1975). Kleine Nebenrollen übernahm Merlin auch in Alan Parkers preisgekröntem Musical Fame – Der Weg zum Ruhm (1980), in dem sie als Tanzlehrerin zu sehen war, sowie Bob Fosses Hinter dem Rampenlicht (1979) und Roland Joffés The Killing Fields – Schreiendes Land (1984). Eine wiederkehrende Fernsehrolle hatte sie von 2000 bis 2009 in der Serie Law & Order: Special Victims Unit inne, in der sie die Richterin Lena Petrovsky spielte. Für ihre Leistung in Ragnar Freidanks Beautiful Hills of Brooklyn (2008) erhielt Merlin den Darstellerpreis des Internationalen Filmfestivals von Straßburg zugesprochen. Der Kurzfilm, den Merlin selbst mitschrieb und koproduzierte, basiert auf dem gleichnamigen Einakter, in dem sie 2005 im New Yorker Brooklyn Museum aufgetreten war, und handelt vom Alltag einer pensionierten Sekretärin im gleichnamigen New Yorker Stadtteil.
Von 1950 bis 1955 war Joanne Merlin mit dem Künstler und Lehrer Martin Lubner verheiratet. 1964 heiratete sie in zweiter Ehe den Rechtsanwalt David Dretzin. Sie ist Mutter zweier Kinder. Neben ihrer Schauspielkarriere und Castingarbeit gab Merlin regelmäßig Schauspielworkshops an der New Yorker Tisch School of the Arts, dem The Actors Center, dem American Conservatory Theatre, der Manhattan School of Music und der Columbia University. 1986 war sie Mitbegründerin des Non-Traditional Casting Project (NTCP), das sich gegen Ausgrenzung und Rassismus in Theater, Film und Fernsehen einsetzt und Künstler mit Migrationshintergrund sowie behinderte Künstler unterstützt. 2001 veröffentlichte sie den Ratgeber Auditioning: An Actor Friendly Guide.
Joanna Merlin starb im Oktober 2023 im Alter von 92 Jahren in Los Angeles.

## Theaterstücke (Auswahl)
| Jahr | Theaterstück                       | Rolle / Funktion         | Bühne                                           |
| ---- | ---------------------------------- | ------------------------ | ----------------------------------------------- |
| 1942 | Too Many Marys                     |                          | Chicago                                         |
| 1956 | Bullfight                          | Pilar                    | New Hampshire Playhouse (Hollywood, CA)         |
| 1956 | Lysistrata                         | Athenian Girl / Myrrhina | Lenox Hill Playhouse (New York)                 |
| 1957 | The Pidgeon                        | Gina                     | Temple Theatre (New York)                       |
| 1958 | Hamlet                             |                          | American Shakespeare Festival (Stratford)       |
| 1958 | A Midsummer Night’s Dream          |                          | American Shakespeare Festival (Stratford)       |
| 1958 | A Winter’s Tale                    | Emilia                   | American Shakespeare Festival (Stratford)       |
| 1959 | Tunnel of Love                     | Isolde                   | Rockland County Playhouse (New York)            |
| 1959 | The Diary of Anne Frank            | Mrs. Frank               | Rockland County Playhouse (New York)            |
| 1959 | Look Back in Anger                 | Helena                   | Rockland County Playhouse (New York)            |
| 1959 | The Flowering Peach                | Esther                   | Rockland County Playhouse (New York)            |
| 1959 | No Trifling with Love              | Rosetta                  | St. Marks Playhouse (New York)                  |
| 1960 | Major Barbara                      | Major Barbara            | Murray Dodge Theatre (Princeton, NJ)            |
| 1960 | The Winslow Boy                    | Catherine                | Tenthouse (Highland Park, IL)                   |
| 1960 | Right You Are                      | Gina                     | McCarter Theatre (Princeton, NJ)                |
| 1960 | The Breaking Wall                  | Anita di Speranza        | St. Marks Playhouse (New York)                  |
| 1960 | The Rules of the Game              | Silia Gala               | Gramercy Arts (New York)                        |
| 1961 | Becket                             | Gwendolen                | Hudson Theatre (New York)                       |
| 1963 | The Emperor                        | Poppaea Sabina           | Maidman Playhouse (New York)                    |
| 1963 | Thistle in My Bed                  | Dawnthea                 | Gramercy Arts Theatre (New York)                |
| 1963 | Come to the Palace of Sin          |                          | Lucille Lortel Theatre (New York)               |
| 1963 | Thistle in My Bed                  | Dawnthea                 | Gramercy Arts (New York)                        |
| 1964 | The Wall                           | Rachel Apt               | Arena Stage (Washington D.C.)                   |
| 1964 | Fiddler on the Roof                | Tzeitel                  | Imperial Theatre (New York)                     |
| 1966 | The Bird, the Bear and the Actress | Gertrude Glass           | Eugene O’Neill Memorial Theatre (Waterford, CT) |
| 1970 | Company                            | Casting                  | Alvin Theatre (New York)                        |
| 1971 | Follies                            | Casting                  | Winter Garden Theatre (New York)                |
| 1973 | Shelter                            | Gloria                   | John Golden Theatre (New York)                  |
| 1973 | Clytemnestra                       | Clytemnestra             | The Cubiculo (New York)                         |
| 1975 | Pacific Overtures                  | Casting                  | Winter Garden Theatre (New York)                |
| 1977 | Side by Side by Sondheim           | Casting                  | Music Box Theatre (New York)                    |
| 1978 | On the Twentieth Century           | Casting                  | St. James Theatre (New York)                    |
| 1978 | The Grinding Machine               | Anna Colonna             | American Place Theatre (New York)               |
| 1979 | Sweeney Todd                       | Casting                  | Uris Theatre (New York)                         |
| 1979 | Evita                              | Casting                  | Broadway Theatre (New York)                     |
| 1980 | The Beach House                    | Leslie Nathan            | Long Wharf Theatre (New Haven, CT)              |
| 1981 | The Survivor                       | Zlatke                   | Morosco Theatre (New York)                      |
| 1981 | Merrily We Roll Along              | Casting                  | Alvin Theatre (New York)                        |
| 1982 | Solomon’s Child                    | Liz                      | Little Theatre (New York)                       |
| 1982 | A Doll’s Life                      | Casting                  | Mark Hellinger Theatre (New York)               |
| 1984 | Play Memory                        | Casting                  | Longacre Theatre (New York)                     |
| 1984 | End of the World                   | Casting                  | Music Box Theatre (New York)                    |
| 1987 | Into the Woods                     | Casting                  | Martin Beck Theatre (New York)                  |
| 1992 | Family Portrait                    | Mother                   | Ubu Repertory Theater (New York)                |
| 1996 | The Yiddish Trojan Women           | Devorah Brodsky          | American Jewish Theatre (New York)              |
| 2005 | Beautiful Hills of Brooklyn        | Jessie Sylvester         | Brooklyn Museum (New York)                      |

## Filmografie (Auswahl)

### Schauspielerin

#### Spielfilme
- 1956: Die zehn Gebote (The Ten Commandments)
- 1958: Weddings and Babies
- 1975: Hester Street
- 1978: Schlaf gut, Vater (The Last Tenant, Fernsehfilm)
- 1979: Hinter dem Rampenlicht (All That Jazz)
- 1980: Nurse (Fernsehfilm)
- 1980: Fame – Der Weg zum Ruhm (Fame)
- 1982: Soup for One
- 1982: Liebe hinter Gittern (Love Child)
- 1983: Baby it’s you (Baby It’s You)
- 1984: The Killing Fields – Schreiendes Land (The Killing Fields)
- 1987: Die Fürsten der Dunkelheit (Prince of Darkness)
- 1988: Pizza Pizza – Ein Stück vom Himmel (Mystic Pizza)
- 1990: Mord in schwarz/weiß (Murder in Black and White, Fernsehfilm)
- 1991: Das Gesetz der Macht (Class Action)
- 1991: A Marriage: Georgia O’Keeffe and Alfred Stieglitz (Fernsehfilm)
- 1991: Der Taylor-Mord: Kampf um ein Kind (In a Child’s Name, Fernsehfilm)
- 1993: Love, Honor & Obey: The Last Mafia Marriage (Fernsehfilm)
- 1993: Mr. Wonderful
- 1995: 25 Cents (Two Bits)
- 1996: MURDER and murder
- 1996: Die Anklage (The Prosecutors, Fernsehfilm)
- 1998: Stadt der Engel (City of Angels)
- 1999: Black and Blue – Du entkommst mir nicht (Black and Blue, Fernsehfilm)
- 1999: Zeugenschutzprogramm (Witness Protection, Fernsehfilm)
- 2001: The Jimmy Show
- 2003: Just Another Story
- 2007: Invasion (The Invasion)
- 2008: The Wackness
- 2008: Beautiful Hills of Brooklyn (Kurzfilm)
- 2010: Sarahs Schlüssel (Elle s’appelait Sarah)

#### Fernsehserien
- 1963: Preston & Preston (The Defenders, eine Folge)
- 1992–1998: Law & Order (fünf Folgen)
- 1996–1997: New York Undercover (vier Folgen)
- 2000–2011: Law & Order: Special Victims Unit (43 Folgen)
- 2013: Homeland (eine Folge)

### Casting-Regisseurin
- 1985: Im Jahr des Drachen (Year of the Dragon)
- 1986: Big Trouble in Little China
- 1987: Der letzte Kaiser (The Last Emperor)
- 1990: Mr. & Mrs. Bridge
- 1991: Into the Woods (Fernsehfilm)
- 1992: Der Liebhaber (L’Amant)
- 1995: Jefferson in Paris

## Auszeichnungen
Casting Society of America
- 1988: Bestes Casting für einen Spielfilm (Drama) für Der letzte Kaiser

Strasbourg International Film Festival
- 2009: Festivalpreis als Beste Darstellerin in einem Kurzfilm für Beautiful Hills of Brooklyn